# Ваші і наші
«Ваші і наші» (англ. You People) — американський романтичний комедійний фільм 2023 року режисера Кенії Барріса, сценарій до якого був написаний ним і Джоною Гіллом.

## Акторський склад
- Джона Гілл — Езра
- Лорен Лондон — Аміра
- Девід Духовни — Арнольд
- Нія Лонґ — Фатіма
- Джулія Луїс-Дрейфус — Шеллі
- Едді Мерфі — Акбар
- Сем Джей — Мо
- Тревіс Беннетт — Омар
- Моллі Ґордон — Ліза
- Деон Кол — Деметріус
- Андреа Севідж — Бекка
- Елліотт Ґулд — містер Ґрінбаум
- Рія Перлман — Баббі
- Майк Еппс — дядько
- Ла Ла Ентоні — Шайла
- Янґ Міямі — Тіффані